# Scopula undulataria
Scopula undulataria là một loài bướm đêm trong họ Geometridae.